# John H. Groberg
John Holbrook Groberg (Idaho Falls, 17 de junio de 1934) es una autoridad general de La Iglesia de Jesucristo de los Santos de los Últimos Días desde 1976. Es el autor de The Eye of the Storm y The Fire of Faith, libros en el que se basan las películas The Other Side of Heaven y The Other Side of Heaven 2: Fire of Faith, respectivamente. 

## Biografía

### Primeros años y educación
Hijo de Delbert V. y Jennie Groberg, nació y creció en Idaho Falls (Idaho) en 1934, durante y después de la Gran Depresión. Recibió una licenciatura de la Universidad Brigham Young (BYU) y un MBA de la Universidad de Indiana.

### Misión a Tonga
Groberg sirvió como misionero de la Iglesia SUD en el Reino de Tonga. Experimentó muchas dificultades para llegar a Tonga: se le impidió llegar por huelgas, problemas de visa y de transporte. Groberg sirvió brevemente en Los Ángeles, Samoa y Fiyi mientras esperaba que finalizara su travesía. Cuando finalmente llegó a su destino, fue asignado, en su primera misión, a la isla remota de Niuatoputapu, que había tenido un contacto limitado con el mundo exterior. Su compañero misionero en Niuatoputapu fue Feki Po'uha, quien luego serviría como presidente de distrito en Niue, mientras que Groberg serviría como presidente de la Misión en el país.
Groberg escribió un libro sobre su misión a partir de sus memorias llamado In the Eye of the Storm, que fue adaptado a la película en 2001 como The Other Side of Heaven, que fue protagonizada por Christopher Gorham en el papel de Groberg. El New York Times describe el personaje de Groberg, "El narrador y héroe de The Other Side of Heaven, es un misionero mormón enviado a las islas de Tonga en el Océano Pacífico inmediatamente después de su graduación de la escuela secundaria en la década de 1950". La secuela de la película, The Other Side of Heaven 2: Fire of Faith, en la que fue adaptado el segundo libro de Groberg, Fire of Faith, fue estrenada en 2019

### Servicio de La Iglesia de Jesucristo de los Santos de los Últimos Días
Groberg sirvió durante cinco años como obispo en Idaho Falls. Groberg más tarde regresó a Tonga como presidente de misión y luego como representante regional . 
En abril de 1976, Groberg se convirtió en una autoridad general de la Iglesia SUD. A mediados de la década de 1990, fue presidente del Área de Asia de la iglesia, donde estuvo estrechamente relacionado con el envío inicial de misioneros de la iglesia a Camboya. Más tarde se desempeñó como presidente del Área Sur de Utah de la iglesia, donde fue responsable de iniciar programas de trabajo misionero entre la población latina de allí. Groberg también se desempeñó como presidente del Área Oeste de América del Norte de 1990 a 1994. En mayo de 1992, Groberg presidió la organización de la Estaca de San Francisco, la primera estaca de habla tongana de la iglesia en los Estados Unidos. En 2000, Groberg fue llamado a la presidencia de la Escuela Dominical.
En 2005, Groberg fue designado como autoridad general emérita. De 2005 a 2008, fue presidente del Templo de Idaho Falls
Los padres de Groberg también sirvieron como presidente y matrona del templo de 1975 a 1980.